# آنا سيسيليا كانتو
آنا سيسيليا كانتو (بالإسبانية: Ana Cecilia Cantú)‏ هي متزلجة فنية مكسيكية، ولدت في 14 سبتمبر 1985 في مونتيري في المكسيك.

## وصلات خارجية
- آنا سيسيليا كانتو على موقع الاتحاد الدولي للتزلج (الإنجليزية)